# Agonita castanea
Agonita castanea es un insecto coleóptero de la familia Chrysomelidae.
Fue descrita científicamente por primera vez en 1962 por Tan & Sun.